# Sepia officinalis
La seppia comune (Sepia officinalis Linnaeus, 1758) è un mollusco cefalopode della famiglia Sepiidae, diffuso nel mar Mediterraneo e nell'Atlantico orientale.
È la seppia più nota e famosa, la specie che tutti conosciamo diffusa nelle acque costiere europee e apprezzata in cucina.

## Descrizione

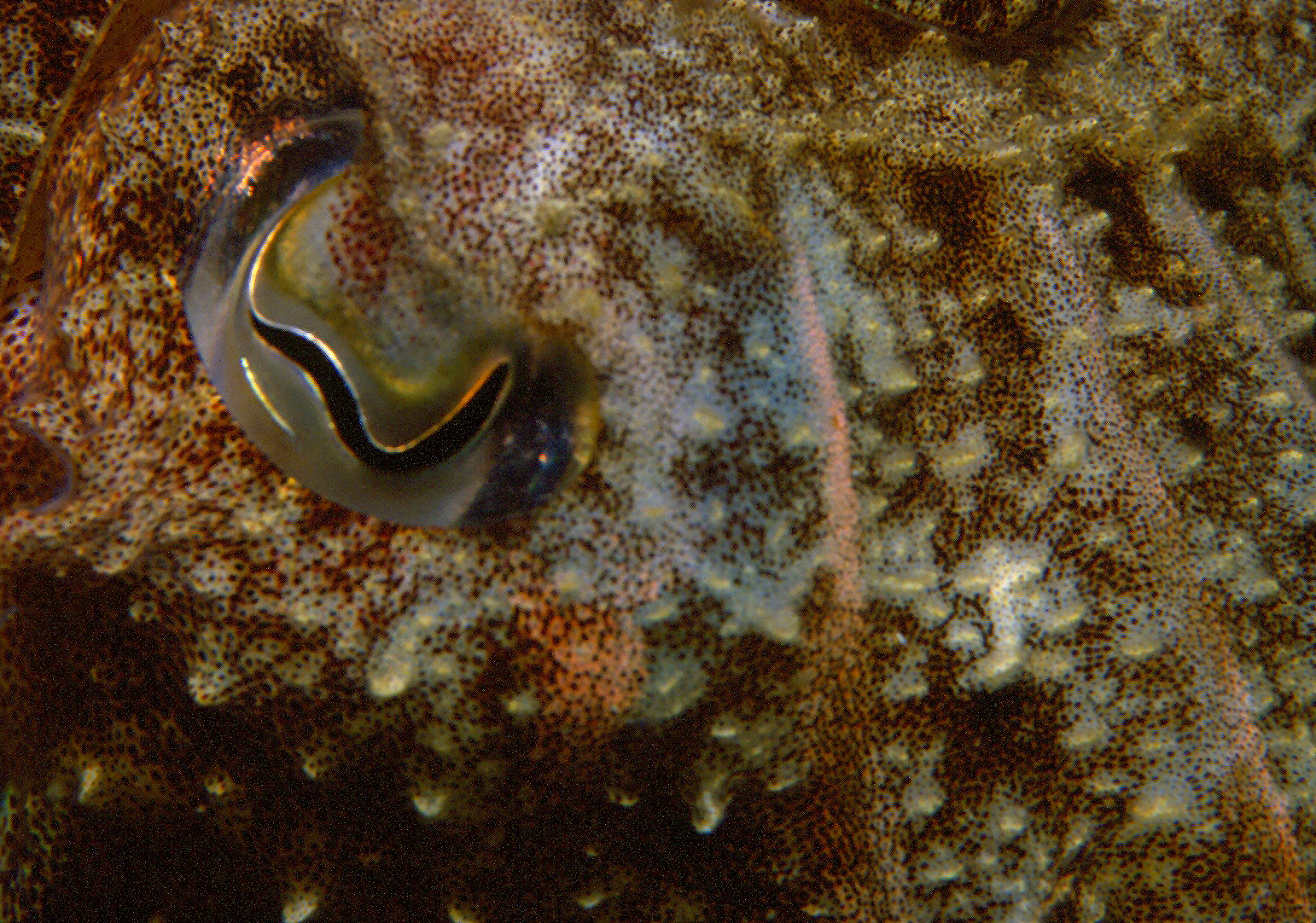
Primo piano dell'occhio a "W"; sono ben visibili anche i cromatofori

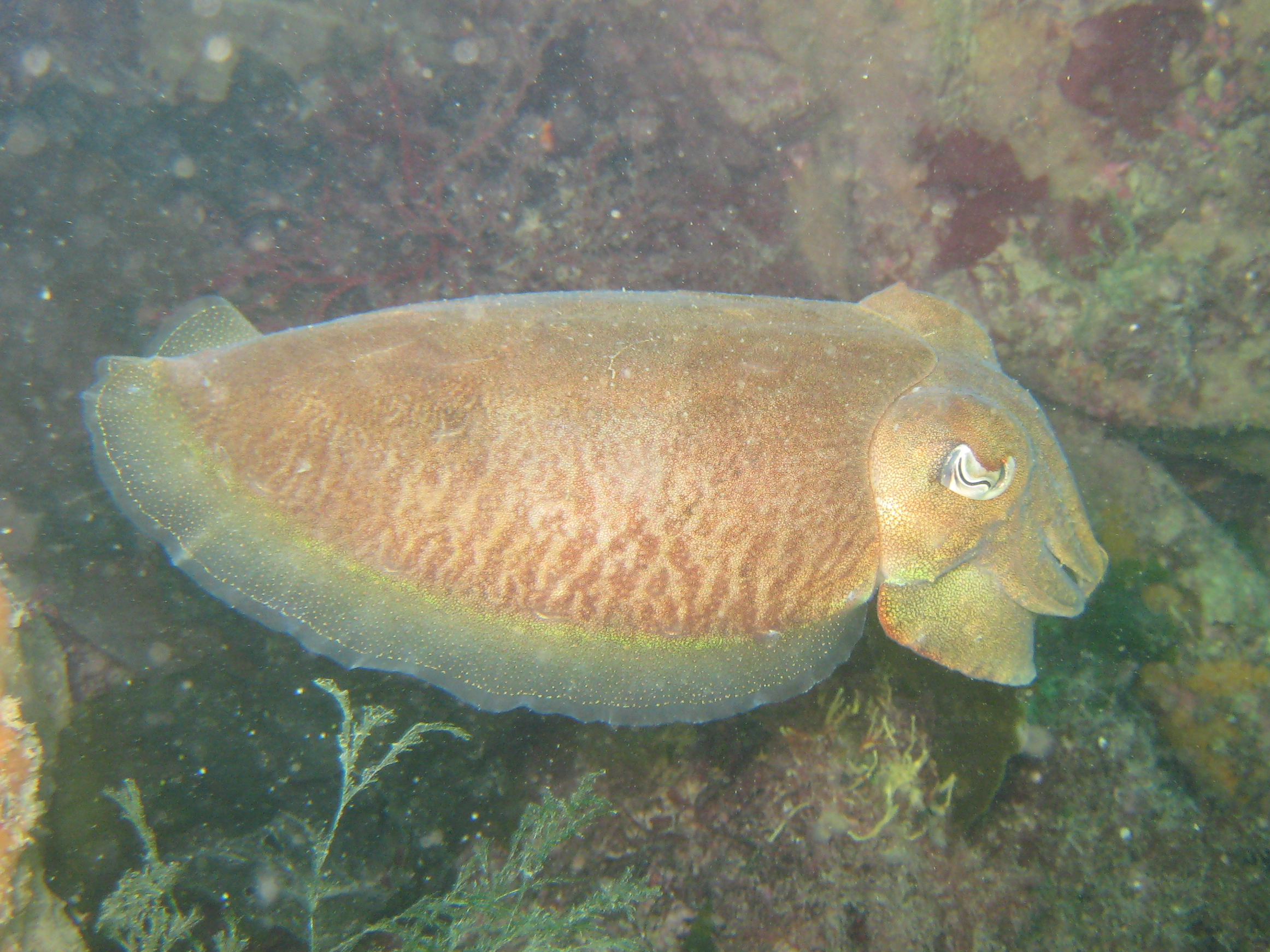
S. officinalis è comune anche di notte e nelle grotte

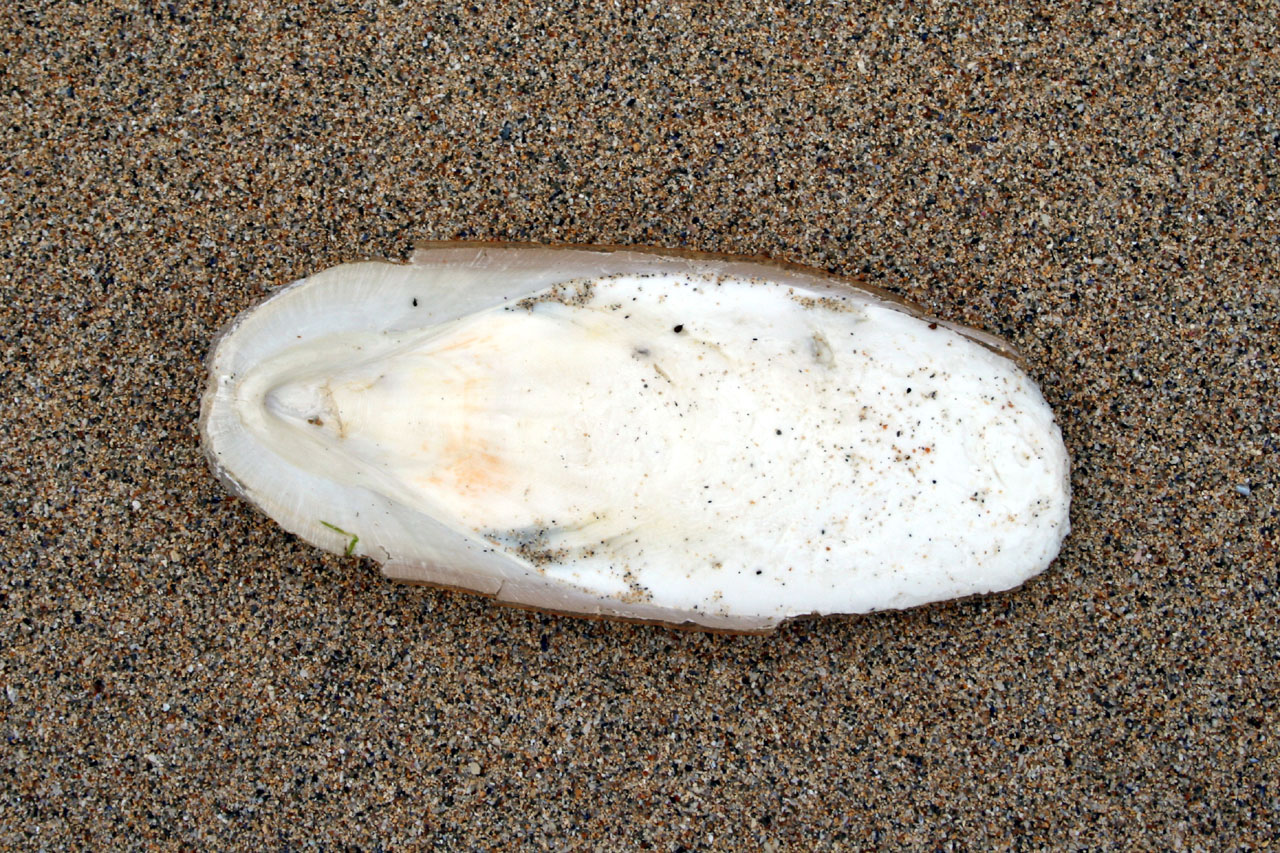
Il cosiddetto "osso di seppia", la conchiglia interna del mollusco

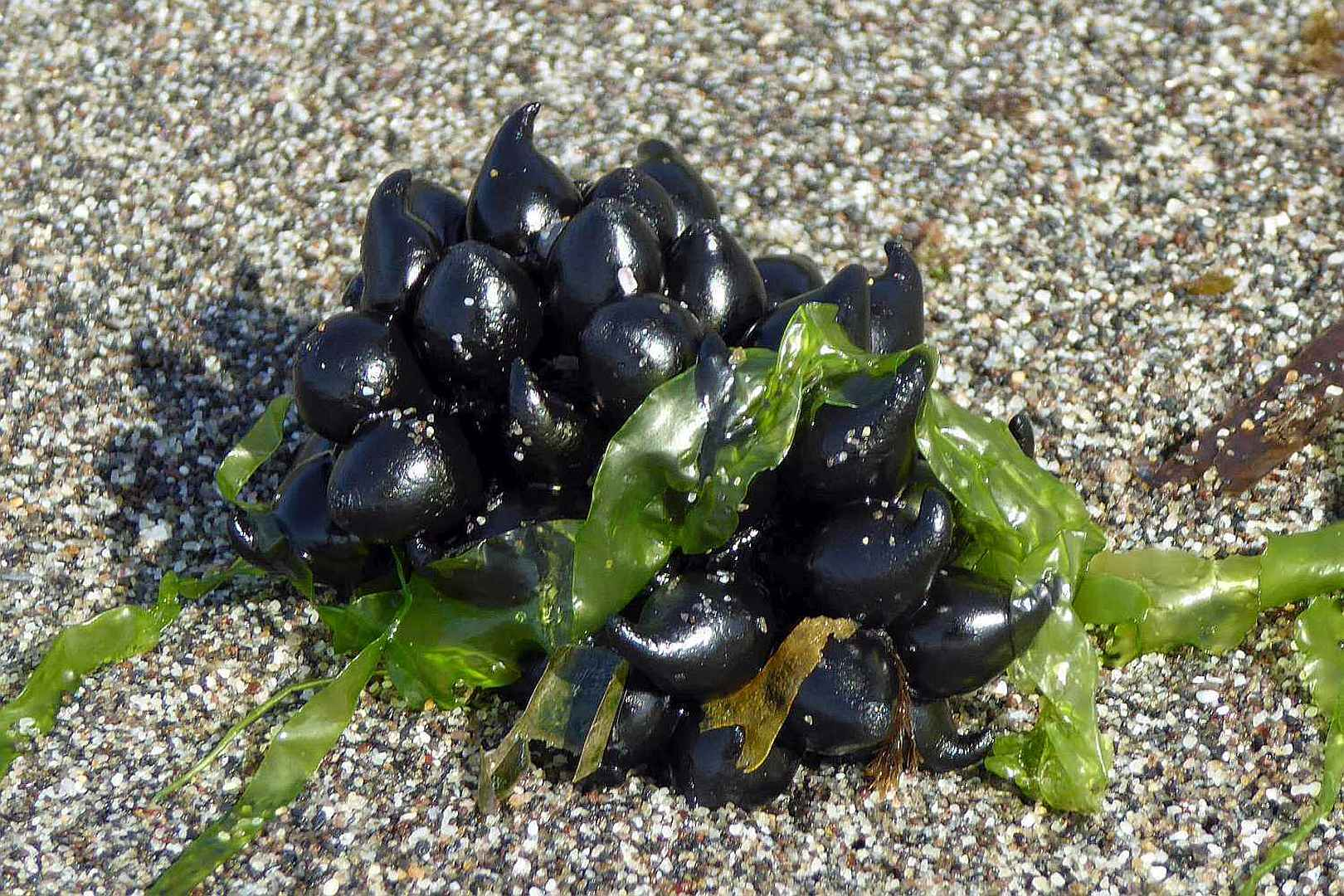
Uova di S. officinalis, note come "uva di mare"

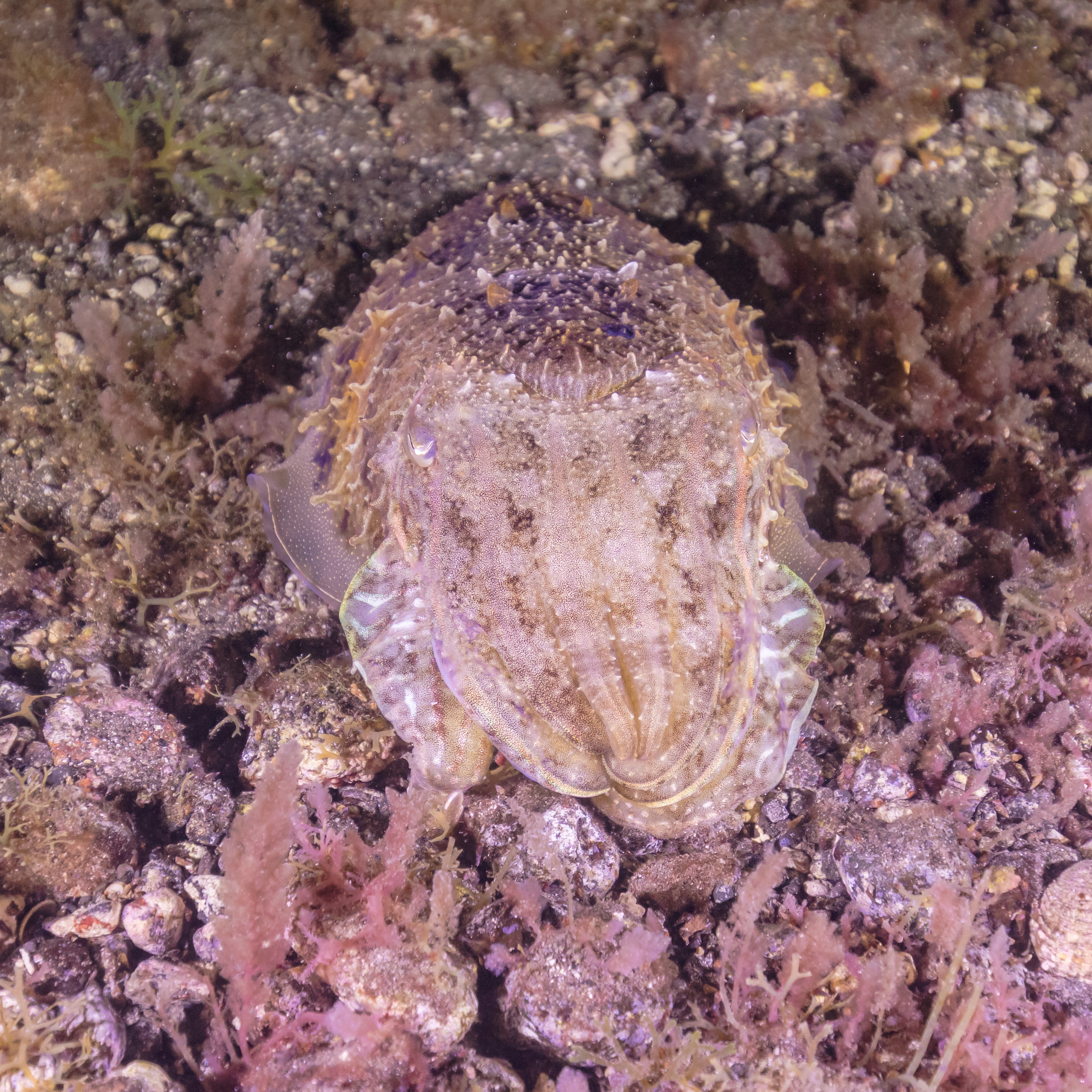
Visione frontale di S. officinalis

La seppia comune è dotata di un corpo allungato con mantello di forma triangolare circondato da due pinne ondeggianti che quasi si uniscono sulla punta favorendo il movimento dell'animale. Il resto del corpo è composto da due grandi occhi e otto piccole braccia che nascondono al centro un becco corneo simile a quello di un pappagallo e due tentacoli più lunghi che presentano le ventose solo all'apice e vengono estroflessi con uno scatto velocissimo per catturare le prede.

Dentro il mantello, dove è presente la conchiglia del mollusco nota come "osso di seppia", l'animale può riempirsi e svuotarsi d'acqua a proprio piacimento in maniera tale da cambiare livello di profondità. Il colore è grigio-giallastro, solitamente zebrato.

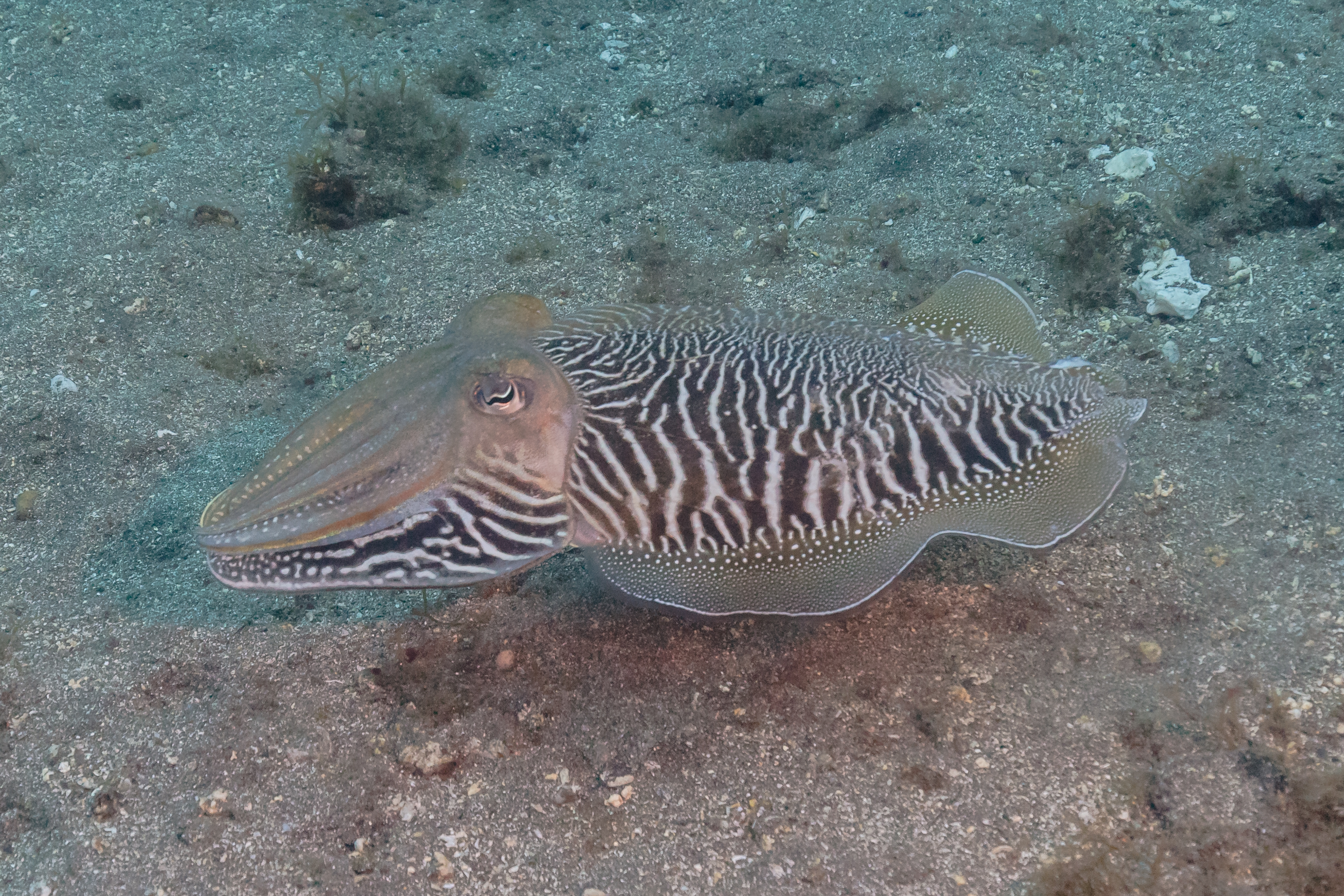
Il mantello zebrato si presenta negli esemplari maschi durante la stagione riproduttiva.

## Biologia
Quando è in pericolo la seppia emana una nuvola d'inchiostro nero dall'ano. L'inchiostro è liberato da un'apposita sacca (situata fra le branchie) e disperso con l'ausilio d'un getto d'acqua emesso dal sifone (posto sotto gli occhi e avente anche funzione respiratoria) per confondere il predatore e darsi così alla fuga. Come tutti i cefalopodi più evoluti infine può cambiare colore (e anche consistenza della pelle) sia per fini emotivi, sia per fini predatori e difensivi. La dieta è composta da crostacei come granchi di cui è ghiotta, piccoli pesci e cefalopodi, tra cui anche suoi simili.
Nel Mediterraneo nei mesi primaverili si avvicina alla costa per depositare le uova in anfratti subacquei.
In tale stagione i pescatori pongono in mare delle nasse, nelle quali le femmine entrano per deporre le uova seguite dai maschi e così vengono catturate.

## Distribuzione e habitat
È diffusa nel mar Mediterraneo e nell'oceano Atlantico orientale, dalla penisola scandinava al Marocco.
Vive sui fondali sabbiosi o nelle praterie di Posidonia oceanica, sino ai 100 m di profondità.